# 联邦通信委员会
联邦通信委员会（英語：Federal Communications Commission，FCC）是一个独立的美国联邦政府机构，由美国国会法令所授权创立，并由国会领导。
联邦通信委员会是由1934年通信法案所创立，取代了原先的联邦无线电委员会，并负责规定所有的非联邦政府机构的无线电频谱使用（包括无线电和电视广播），美国国内州际通信（包括固定电话网，卫星通信和有线通信）和所有从美国发起或在美国终结的国际通信。同时，委员会也是影响美国通信政策的一个重要因素。
联邦通信委员会的权限涉及美国的50个州和华盛顿特区。
联邦通讯委员会可以根据“公共利益、方便或必要”的理由发放或不发放无线电频谱执照(FCC could award or not award licenses based on "public interest, convenience or necessity")。联邦通讯委员会和保卫言论自由的美国宪法第一修正案有冲突的问题存在争议。

## 组织
美国联邦通信委员会的委员是由美国总统提名，經參议院同意後任命。任期为5年。总统指定其中一名委员为委员会主席。委员中属于同一个党派的成员不得超过3名，并且委员中不得有人与委员会相关商业机构有任何经济利益关系。
作为委员会的首席执行官，主席代表常务董事对委员会进行管理并负行政责任。委员负责对所有的委员会的行为和活动进行监督，是员工和办公署的代表。现任的FCC主席是阿吉特·派，他的前任为汤姆·惠勒。委员会其他成员分别为 Geoffrey Starks、Jessica Rosenworcel、Brendan Carr 和 Michael O'Rielly。
現規劃有7局11辦公室

### 局
FCC下各局的主要责任为办理执照申请，处理投诉，展开调查，制定规章并提取意见。

#### 消费者和政府事务局
消费者和政府事务局（Consumer & Governmental Affairs Bureau）负责制定消费者的政策，是FCC的对外窗口，通过消费者中心来处理咨询及投诉。同时也与州政府及当地政府在应急预案和执行新技术等方面进行协调。

#### 执行局
执行局（Enforcement Bureau）负责执行1934年通信法案，FCC规定及命令和通信授权的条款。负责的主要方面包括消费者保护，地区竞争，公共安全和国土安全。

#### 国际局
国际局（International Bureau）负责国际间的通信政策，例如协调频率分配和轨道划分以便最小化美国执照在国际间的电磁干扰。同时，国际局也对FCC的规定进行检查，以保证FCC符合国际无线电规定和其他国际间的协议。

#### 媒体局
媒体局（Media Bureau）发展，推荐并管理电子媒体的政策和执照。这些媒体包括美国本土的有线电视，无线电视和无线电广播。媒体处也处理直播卫星颁发执照之后的相关问题。

#### 无线通信局
无线通信局（Wireless Telecommunications Bureau）负责处理美国国内几乎所有FCC的无线通信的项目和政策。服务包括业余无线电，蜂窝网络，寻呼系统等

#### 有线竞争局
有线竞争局（Wireline Competition Bureau）负责制定与有线通信相关的政策。主要目标为加速有线技术发展，促进市场，服务及有线设备方面的投资。

#### 公共及国土安全局
公共及国土安全局（Public Safety and Homeland Security Bureau）负责關鍵通信基礎設施。

### 办公室
联邦通信委员会的办公室为局提供支持服务。虽说局和办公室都有其单独的责任，但在处理FCC事务方面他们通常都联合参与。

#### 行政法法官办公室
行政法法官办公室（Office of Administrative Law Judges）依委员会指定召開聽證。行政法法官依据《管理程序条例》，负责聽證的文档和证词审理，证人質詢，並發布初步裁定，裁定可以在委员会中被上诉。

#### 通信商业机会办公室
Office of Communications Business Opportunities

#### 工程和科技办公室
Office of Engineering & Technology

#### 法務長办公室
Office of General Counsel

#### 监察长办公室
Office of Inspector General

#### 立法事务办公室
立法事务办公室（Office of Legislative Affairs）负责与美国国会的联络，为其提供熟知FCC规定的立法人员。立法事务办公室同时也为国会听证提供FCC的证词，对立法草案有关FCC负责的条例进行答复以及国会问讯。另外，立法事务办公室也负责与其他联邦机构，国家政府和地方政府联络。

#### 行政主任办公室
行政主任办公室（Office of the Managing Director）负责委員會的行政事務，包括預算、人事等。

#### 媒体关系办公室
Office of Media Relations

#### 秘书室
Office of the Secretary

#### 战略规划和政策分析办公室
Office of Strategic Planning & Policy Analysis

#### 工作場所多樣性办公室
Office of Workplace Diversity

## 历史

2020年之前的联邦通信委员会徽章

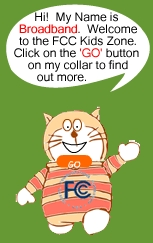
專為兒童設計酷似哆啦A梦的FCC吉祥物“Broadband”

20世纪初无线广播的发展带来了一个重要的问题：无线电波虽然穿梭于无限空间中，但传输频率却是有限的。在有限的频率上，没有合理的规划，电波之间会产生相互干扰。20世纪20年代的美国广播兴起时，最先面临的就是这一问题。
针对这一状况，1927年美国国会通过一项《无线电法》（Radio Act），政府据此组建了联邦无线电委员会（FRC），专门分配电台频率和审批营业执照。
1934年，国会通过《通讯法》（Communication Act），联邦无线电委员会由此改组为“联邦通信委员会”。

## 历任委员
联邦通信委员会原由7人组成，1983年《通信法案》修改后减为5人。

## 频谱拍卖
从1994年开始，商业频段开始以竞争性拍卖的方式分配，而不是以以前的“为民服务”的原则分配。拍卖是一个另人厌烦的官僚主义的过程，为了拿到执照，每一个竞拍者都标榜自己有最好的能力去“为人民服务”。待拍的执照都是由委员会投票所决定，并出售给出价最高的买家。执照的拍卖是以一个同时的多轮的方式进行，也就是说，多个执照的拍卖是同时进行的。所得收入归美国财政部由国会使用。

## 批评
新制度主义学派的经济学家罗纳德·科斯于1959年在《联邦通讯委员会》这一篇著名论文中，批评了旧有政府对频率的管制（发放牌照给此委员会认可的广播媒体）的弊端，提出以明晰产权的方法解决这一问题。

## FCC-广播塔数据库
FCC-广播塔数据库是一个非常有用的工具，包含美国国内广播塔的信息，例如广播塔的高度和建成年份等。但这个数据库并不包括广播塔的建筑结构等信息，同时，FCC数据库也不包括那些非广播用途的塔的高度信息，例如无方向性信标，远距离无线电导航系统发射塔或者用于美国海军的超低频传输设备和BREN塔等。

## 外部連結
- Federal Communications Commission （页面存档备份，存于）